# Parque nacional natural Old Providence McBean Lagoon
El Parque Nacional Natural Old Providence McBean Lagoon se ubica al noreste de la isla de Providencia en el archipiélago de San Andrés, Providencia y Santa Catalina (Colombia). Tiene una extensión de 995 hectáreas, de las cuales 905 son área marina. Consta de un arrecife coralino protegido, una zona de manglar, la laguna de McBean y los cayos de los Tres Hermanos y Cangrejo. La temperatura promedio en el parque alcanza los 25 °C y la altitud del mismo varía entre 0 y 80 m s. n. m.

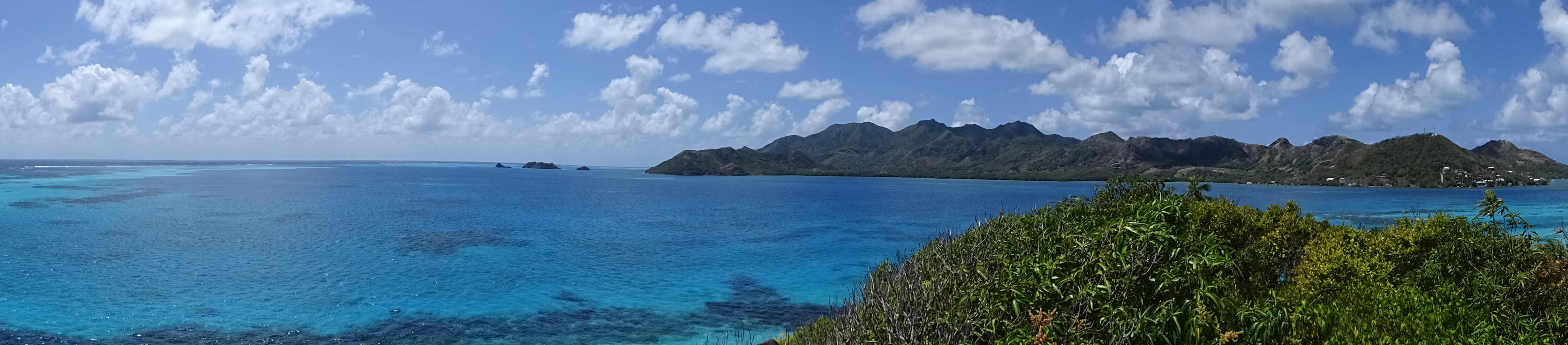
Vista del Old Providence McBean Lagoon desde Cayo Cangrejo

El parque es en la actualidad la única zona protegida a nivel nacional en el Caribe oceánico colombiano. Posee el arrecife de coral más extenso de Colombia, con un total de 32 km de largo. Debido al carácter especial de McBean Lagoon y del arrecife adyacente, fue declarado parque en 1995 y pasó a formar parte de la Reserva de Biósfera "Seaflower" desde 2000 y de las Áreas Protegidas del Archipiélago desde 2004. Old Providence además fue creado con el propósito de detener la urbanización acelerada que planeaba destruir gran parte del manglar.